# Pionierka (umiejętność harcerska)
Pionierka – ogół umiejętności związanych z budowaniem przez harcerzy obozowiska, (m.in. wystrojem obozowiska, budową latryn, pryczy, półek i totemów, stawianiem masztu, ogrodzenia, budową ognisk itp.). Do prac tych wykorzystuje się zwykle miejscowe materiały, jak drewno, glina czy żwir
Zwyczajowo w niektórych środowiskach harcerskich nazwę tę nosi też kilka pierwszych dni obozu harcerskiego, podczas których budowany jest obóz i jego wyposażenie. Czasem na pionierkę przyjeżdża wtedy tylko część harcerzy, gdyż zakres prac przygotowawczych nie dałby zajęcia wszystkim uczestnikom obozu. Częściej jednak takie „przygotowania” określa się jako kwaterka. 
Na wielu harcerskich obozach buduje się jeszcze stołówkę, kuchnię, bramy obozowe, inne budowle techniczne np. ziemianki, a nad jeziorami stawiane są pomosty (oddzielnie rekreacyjny, oddzielnie gospodarczy, np. do mycia naczyń).